# Paule Baudouin
Paule Baudouin (født 25. oktober 1984 i Saint-Denis, Frankrig) er en tidligere fransk håndboldspiller, der spillede venstre fløj og repræsenterede Frankrigs kvindehåndboldlandshold. Baudouin var professionel håndboldspiller fra 2003 til 2020. Hun spillede to sæsoner for danske Team Esbjerg, i årene 2008 til 2010.